# Roger Allam

Roger Allam (Bow, London, 1953. október 26. –) brit színész.

## Élete
A Manchesteri Egyetemen tanult színészetet. Allam neves színpadi színészként ismert.

## Filmjei

### Mozi
| Év   | Magyar cím                                 | Eredeti cím                                 | Szerep               | Megjegyzések |
| ---- | ------------------------------------------ | ------------------------------------------- | -------------------- | ------------ |
| 1989 |                                            | Wilt                                        | Dave                 |              |
| 2002 | Űrbázis végveszélyben                      | Stranded                                    | Thomas Blunt         |              |
| 2005 |                                            | A Cock and Bull Story                       | Adrian               |              |
| 2006 | V mint vérbosszú                           | V for Vendetta                              | Lewis Prothero       |              |
| 2006 | Felkavar a szél                            | The Wind That Shakes the Barley             | Sir John Hamilton    |              |
| 2006 | A királynő                                 | The Queen                                   | Robin Janvrin        |              |
| 2008 | Speed Racer – Totál turbó                  | Speed Racer                                 | E.P. Arnold Royalton |              |
| 2008 | Tintaszív                                  | Inkheart                                    | Narrátor             | hang         |
| 2010 |                                            | Tamara Drewe                                | Nicholas Hardiment   |              |
| 2011 | A Karib-tenger kalózai: Ismeretlen vizeken | Pirates of the Caribbean: On Stranger Tides | Henry Pelham         |              |
| 2011 | A Vaslady                                  | The Iron Lady                               | Gordon Reece         |              |
| 2012 | A fekete ruhás nő                          | The Woman in Black                          | Mr. Bentley          |              |
| 2012 | Szesztolvajok                              | The Angels' Share                           | Thaddeus             |              |
| 2013 | A könyvtolvaj (film)                       | The Book Thief                              | Narrátor/Halál       | hang         |
| 2015 |                                            | Mr. Holmes                                  | Dr. Barrie           |              |
| 2015 | Hercegnők éjszakája                        | A Royal Night Out                           | Stan                 |              |
| 2015 | A kertbérlő                                | The Lady in the Van                         | Rufus                |              |
| 2016 |                                            | The Truth Commissioner                      | Henry Stanfield      |              |
| 2017 |                                            | The Hippopotamus                            | Ted Wallace          |              |

### Televízió
| Év        | Magyar cím               | Eredeti cím                                   | Szerep                   | Megjegyzések                                                        |
| --------- | ------------------------ | --------------------------------------------- | ------------------------ | ------------------------------------------------------------------- |
| 1989      |                          | Ending Up                                     | Dr. Mainwaring           | TV film                                                             |
| 1989      |                          | The Fairy Queen                               | Oberon                   | TV film                                                             |
| 1990      |                          | The Investigation: Inside a Terrorist Bombing | Charles Tremayne         | TV film                                                             |
| 1992      |                          | Shakespeare: The Animated Tales               | Duke Orsino/Narrátor     | hang; TV mini-sorozat epizód: "The Winter's Tale" & "Twelfth Night" |
| 1994      |                          | Screen Two                                    | Stephen Summerchild      | TV sorozat epizód: "A Landing on the Sun"                           |
| 1997      |                          | Inspector Morse                               | Denis Cornford           | TV sorozat epizód: "Death Is Now My Neighbou]"                      |
| 1997      |                          | The Bill                                      | Ralph Marchbank          | TV sorozat epizód: "Hitting the Nerve"                              |
| 1998      |                          | Heartbeat                                     | Graham Hayes             | TV sorozat epizód: "Echoes of the Past"                             |
| 1998      | Kisvárosi gyilkosságok   | Midsomer Murders                              | Alan Hollingsworth       | TV sorozat 4. epizód: "Váltságdíj a halálba"                        |
| 1998–2000 |                          | The Creatives                                 | Charlie Baxter           | TV sorozat                                                          |
| 1999      |                          | RKO 281                                       | Walt Disney              | TV film                                                             |
| 2002      |                          | Foyle's War                                   | Alastair Graeme          | TV sorozat epizód: "Eagle Day"                                      |
| 2002      |                          | Waking the Dead                               | Benjamin Gold            | TV sorozat epizód: "Thin Air"                                       |
| 2003      |                          | The Roman Spring of Mrs. Stone                | Christopher              | TV film                                                             |
| 2005      |                          | The Inspector Lynley Mysteries                | Simon Featherstonehaugh  | TV sorozat epizód: "The Seed of Cunning"                            |
| 2005–2023 |                          | Muffin The Mule                               | Narrátor                 | csak hangoskönyvek                                                  |
| 2006      | Kémvadászok              | Spooks                                        | Paul Millington          | TV sorozat                                                          |
| 2007–2012 |                          | [The Thick of It                              | Peter Mannion            | TV sorozat                                                          |
| 2008      |                          | The Curse of Steptoe                          | Tom Sloane               | TV film                                                             |
| 2009      |                          | The Old Guys                                  | Ned                      | TV sorozat epizód: "The Therapist"                                  |
| 2009      |                          | Margaret                                      | John Wakeham             | TV film                                                             |
| 2009      | Kröd Mandoon             | Kröd Mändoon and the Flaming Sword of Fire    | General Arcadius         | TV sorozat                                                          |
| 2009      |                          | Ashes to Ashes                                | DSI Mackintosh           | TV sorozat                                                          |
| 2011      | Trónok harca             | Game of Thrones                               | Magister Illyrio Mopatis | TV sorozat epizód: "Közeleg a tél" & "A farkas és az oroszlán"      |
| 2012      | Az utolsó angol úriember | Parade's End                                  | General Campion          | TV sorozat                                                          |
| 2012–     | Oxfordi gyilkosságok     | Endeavour                                     | DI Fred Thursday         | TV sorozat                                                          |
| 2013      |                          | The Politician's Husband                      | Marcus Brock             | TV sorozat                                                          |
| 2013-2016 |                          | Sarah & Duck                                  | Narrátor                 | TV sorozat                                                          |
| 2014      | Lúzer töritanár          | Bad Education                                 | Maurice Hewston          | TV sorozat                                                          |
| 2016      |                          | The Missing                                   | Adrian Stone             | TV sorozat                                                          |
| 2016      |                          | Ethel & Ernest                                | Middle Aged Doctor       | hang; TV film                                                       |
| 2020      |                          | The Station: Trouble on the Tracks            | Narrátor                 | dokumentumfilm                                                      |
| 2020      | Ványa bácsi              | Uncle Vanya                                   | Szerebrjakov             |                                                                     |
| 2022      | Murder in Provence       | Antoine Verlaque                              | TV sorozat               |                                                                     |

## Fordítás
- Ez a szócikk részben vagy egészben a Roger Allam című angol Wikipédia-szócikk fordításán alapul.  Az eredeti cikk szerkesztőit annak laptörténete sorolja fel. Ez a jelzés csupán a megfogalmazás eredetét és a szerzői jogokat jelzi, nem szolgál a cikkben szereplő információk forrásmegjelöléseként.